# سایمون سینک
سایمون سینک (به انگلیسی: Simon Sinek) (زاده ۹ اکتبر ۱۹۷۳) نویسنده، مشاور سازمانی و سخنران انگیزشی آمریکایی-بریتانیایی‌تبار است، که هم‌اکنون به عنوان مربی ارتباطات استراتژیک در دانشگاه کلمبیا و عضو غیرموظف شرکت رند، فعالیت می‌کند.
وی نویسنده ۵ کتاب می‌باشد، که کتاب «با چرا شروع کنید: رهبران بزرگ چگونه الهام‌بخش می‌شوند» در سال ۲۰۰۹ به عنوان یکی از ۵ کتاب پرفروش سال شناخته شد.
سینک دانش‌آموخته کارشناسی حقوق از دانشگاه لندن سیتی و نیز کارشناسی انسان‌شناسی فرهنگی از دانشگاه برندایس می‌باشد و فعالیت حرفه‌ای خود را از یک آژانس تبلیغاتی به نام یورو آراس‌سی‌جی، در شهر نیویورک آغاز کرد.

## کتاب‌ها
- سایمون سینک، ۲۰۰۹، با چرا شروع کنید: رهبران بزرگ چگونه الهام‌بخش می‌شوند، شابک:۹۷۸۱۵۹۱۸۴۶۴۴۴
- سایمون سینک، ۲۰۱۴، رهبران آخر از همه غذا می‌خورند: چرا بعضی از گروه‌ها می‌توانند با هم همکاری کنند و بعضی قادر به این کار نیستند؟، شابک: ۹۷۸۱۵۹۱۸۴۵۳۲۴
- سایمون سینک، ۲۰۱۶، باهم بهتر است، شابک: ۹۷۸۱۵۹۱۸۴۷۸۵۴
- سایمون سینک، ۲۰۱۷، چرایی خودت را پیدا کن، شابک: ۹۷۸۱۱۰۱۹۹۲۹۸۲[۶]